# Gouillons
Gouillons település Franciaországban, Eure-et-Loir megyében. Lakosainak száma 337 fő (2022. január 1.).

## Népesség
A település népességének változása:
| Lakosok száma | 223  | 211  | 305  | 338  | 334  | 333  | 338  | 342  | 341  | 337  |
|               | 1968 | 1982 | 1990 | 2006 | 2013 | 2015 | 2017 | 2019 | 2020 | 2022 |